# Acronicta striata
Acronicta striata là một loài bướm đêm trong họ Noctuidae.